# Aziz Abaza
Aziz Abaza (ur. 13 sierpnia 1898, zm. 11 lipca 1973) – egipski dramaturg i poeta, pionier dramatycznej poezji.
Pochodził z arystokratycznej rodziny. Studiował prawo na studiach w Egipcie i za granicą, które ukończył w roku 1923. Zajmował wiele stanowisk w administracji państwowej i w dyplomacji. M.in. pracował w Ministerstwie Spraw Wewnętrznych (1923), był zastępcą gubernatora w Al-Behaira (Egipt) (1935), był gubernatorem w Asuanie. Członek Akademii Języka Arabskiego w Kairze.
Abaza jest przedstawicielem tradycyjnego kierunku w literaturze arabskiej. W swoich dziełach podejmuje tematykę z historii Arabów lub tradycyjnych wątków legendarnych.
Na język polski przełożona została elegia zatytułowana Wspomnienia (Zikrajat) z tomu Annat haira, zamieszczona w opracowaniu Nowa i współczesna literatura arabska 19 i 20 w., Warszawa 1978, s. 247-248.

## Dzieła
- 1943 – Annat haira (Westchnienia pełne niepokoju, tom poezji)
- 1943 – Kajs wa Lubna (Kajs i Lubna, dramat)
- 1947 – Abbasa ucht ar-Raszid (Abbasa, siostra Raszida, dramat)
- 1949 – Al-Nasir (Zwycięski, dramat)
- 1951 – Szadżarat ad-Durr (Drzewo Pereł, dramat)
- 1952 – Ghurub al-Andalus (Zmierzch Andaluzji, dramat)
- 1954 – Szachrijar (dramat)
- 1957 – Aurak al-Charif (Jesienne liście, dramat)